# Borati
Borati è in primo luogo il nome degli ossoanioni derivati dall'acido borico H3BO3. Più in generale sono chiamati borati anche tutti i composti chimici che contengono anioni borati; dal punto di vista strutturale si basano su unità trigonali planari [BO3]3– o su unità tetraedriche [BO4]5–. Gli anioni possono contenere un solo atomo di boro, o più atomi di boro collegati da ponti ad ossigeno, con strutture lineari o cicliche, fino ad arrivare a polimeri infiniti e strutture reticolari di tipo vetroso. I borati si trovano comunemente nei minerali borati e nei borosilicati.

## Strutture
Alcune strutture di ioni borato sono illustrate in figura, e si riferiscono a quelle osservate in composti anidri; i borati di origine naturale sono quasi sempre idratati, complicando ulteriormente la situazione. Si può notare come la sola stechiometria non sia di alcuna utilità per dedurre la struttura di queste specie.

### Monoborati

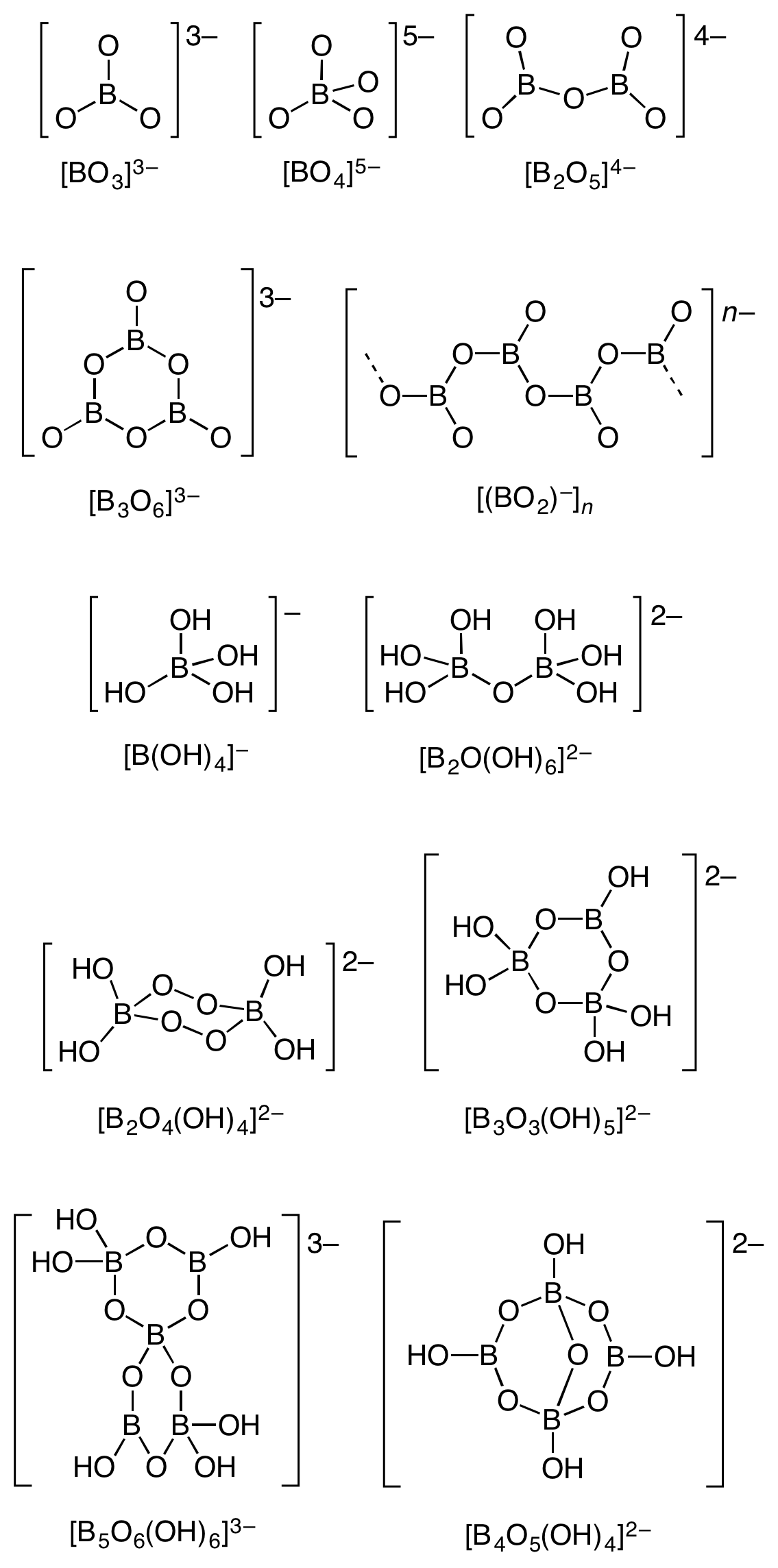
Strutture di alcuni anioni borato

Nei casi più comuni i monoborati contengono l'anione trigonale planare [BO3]3–. Composti di questo tipo si riscontrano in Natura in vari minerali tra i quali nördenskiöldite CaSnIV(BO3)2 e kotoite Mg3(BO3)2. Sono numerosi anche i composti sintetici, detti ortoborati; alcuni esempi sono Li3BO3, Co3(BO3)2 e Ln(BO3) (Ln = lantanoide). 
I monoborati contenenti lo ione tetraedrico [BO4]5– sono poco comuni; alcuni esempi sono TaVBO4 e il minerale schiavinatoite (Nb,Ta)BO4. L'anione protonato tetraidrossoborato [B(OH)4]– si trova invece in vari sali come LiB(OH)4 e in minerali come la bandylite CuB(OH)4Cl.

### Oligomeri
Più anioni [BO3]3– possono unirsi dando luogo a varie strutture. Nei diborati è presente l'anione [B2O5]4– che si osserva in composti come CoII2B2O5 o minerali come la suanite Mg2B2O5. I metaborati tipo NaBO2 (metaborato di sodio) o KBO2 (metaborato di potassio) hanno in realtà formula tipo Na3B3O6 e contengono anioni ciclici con tre atomi di boro, [B3O6]3–.
L'unione di due unità tetraedriche BO4 si osserva nell'anione [B2O(OH)6]2–, presente nel minerale pinnoite Mg[B2O(OH)6], e nel perossoanione ciclico [B2(O2)2(OH)4]2– presente in NaBO3•4H2O. Questa è la formula minima del perborato di sodio, che in realtà ha struttura Na2[B2(O2)2(OH)4]•6H2O.
Esistono anche strutture che comprendono sia unità planari BO3 che unità tetraedriche BO4. L'anione ciclico [B3O3(OH)5]2– comprende due unità tetraedriche e una planare, e si osserva nel minerale meyerhofferite Ca[B3O3(OH)5]•H2O. Lo spiroanione [B5O6(OH)6]3– è presente nel minerale ulexite NaCa[B5O6(OH)6]•5H2O. Un caso molto importante è quello del borace, normalmente formulato come Na2B4O7•10H2O, che in realtà contiene lo ione tetraborato [B4O5(OH)4]2– e quindi andrebbe formulato come Na[B4O5(OH)4]•8H2O.

### Polimeri
Unità planari BO3 si possono unire formando catene infinite di ioni [(BO2)–]n, come si osserva in Ca(BO2)2. Le unità BO3 formano invece un reticolo tridimensionale nella tormalina, un minerale borosilicato, e nel B2O3 vetroso.
Unità tetraedriche BO4 possono dar luogo a varie strutture polimeriche; esempi sono il fosfato di boro BPO4, composto covalente isostrutturale con SiO2, e i minerali datolite CaB(OH)SiO4 e reedmergnerite NaBSi3O8.